# Чорна сотня (стан)
Чорна сотня — міський стан торговців і ремісників Московії.
Виборний керівник самоврядного суспільства на посаді — Чорної сотні — Сотник. Чорні сотні ділилися на десятки, ними керували десятки. Також у документах зустрічаються й півсотні.

## Історія
Залежно від міста, посад, раніше поділ, ділився на слободи та сотні. Жителі посад і слобід називалися люди, з додаванням епітету: посадські, чорної сотні, або певної слободи. Чорні сотні, слобідські люди та посадські за законом мали рівні права.
За царювання Михайла Федоровича у Москві було десять чорних сотень. Назва сотням давалося за назвою місцевості, де вони перебували. Також у документах зустрічаються півсотні.
Організація сотень – общинна. Борг члена чорної сотні стягувався з усієї громади. У 1649 посадським людям заборонили продавати і закладати тяглі місця.
На чорні сотні накладалися зобов'язання щодо міського благоустрою (наприклад, мощення вулиць), виділення квартир для різних людей, утримувати земських ярижок тощо. Члени чорних сотень обиралися виконання різних обов'язків і посад.
Чорні сотні та слободи ділилися на десятки. Керували сотнями виборні сотники та десятські. У другій половині XVII століття з'явилися згадки про сотенні палати, в яких сиділи виборні старости.

## Чорні люди
Чорні люди - нижчий стан, жителі чорних слобід, чорні посадські люди, чорносошні селяни. З початку XVIII століття чорним народом почали називати всі податні стани.